# 1. Fußball-Club Kaiserslautern 1974-1975
Questa voce raccoglie le informazioni riguardanti il 1. Fußball-Club Kaiserslautern nelle competizioni ufficiali della stagione 1974-1975.

## Stagione
Nella stagione 1974-1975 il Kaiserslautern, allenato da Erich Ribbeck, concluse il campionato di Bundesliga al 13º posto. In Coppa di Germania il Kaiserslautern fu eliminato al terzo turno dal Fortuna Düsseldorf.

## Rosa
| N. |                     | Ruolo | Calciatore         |
| -- | ------------------- | ----- | ------------------ |
|    | Svezia (bandiera)   | P     | Ronnie Hellström   |
|    | Germania (bandiera) | P     | Josef Stabel       |
|    | Germania (bandiera) | D     | Horst Bender       |
|    | Germania (bandiera) | D     | Ernst Diehl        |
|    | Germania (bandiera) | D     | Walter Frosch      |
|    | Germania (bandiera) | D     | Fritz Fuchs        |
|    | Germania (bandiera) | D     | Hans-Günther Kroth |
|    | Germania (bandiera) | D     | Reinhard Meier     |
|    | Germania (bandiera) | D     | Dietmar Schwager   |
|    | Germania (bandiera) | D     | Peter Schwarz      |
|    | Germania (bandiera) | C     | Hermann Bitz       |

| N. |                     | Ruolo | Calciatore          |
| -- | ------------------- | ----- | ------------------- |
|    | Germania (bandiera) | C     | Werner Melzer       |
|    | Germania (bandiera) | C     | Helmut Nickel       |
|    | Germania (bandiera) | C     | Josef Pirrung       |
|    | Germania (bandiera) | C     | Johannes Riedl      |
|    | Germania (bandiera) | C     | Heinz Toppmöller    |
|    | Germania (bandiera) | C     | Heinz Wilhelmi      |
|    | Svezia (bandiera)   | A     | Roland Sandberg     |
|    | Germania (bandiera) | A     | Werner Thelen       |
|    | Germania (bandiera) | A     | Klaus Toppmöller    |
|    | Germania (bandiera) | A     | Heinz-Rudolf Weiler |

## Organigramma societario
Area tecnica
- Allenatore: Erich Ribbeck
- Allenatore in seconda:
- Preparatore dei portieri:
- Preparatori atletici:

## Calciomercato

### Sessione estiva
| Acquisti | Acquisti           | Acquisti       | Acquisti |
| R.       | Nome               | da             | Modalità |
| -------- | ------------------ | -------------- | -------- |
| D        | Walter Frosch      | SV Alsenborn   |          |
| P        | Ronnie Hellström   | Hammarby       |          |
| D        | Hans-Günther Kroth | Monaco 1860    |          |
| C        | Werner Melzer      | FK Clausen     |          |
| C        | Johannes Riedl     | Hertha Berlino |          |
| A        | Werner Thelen      | Saarbrücken    |          |

| Cessioni | Cessioni         | Cessioni          | Cessioni |
| R.       | Nome             | a                 | Modalità |
| -------- | ---------------- | ----------------- | -------- |
| C        | Klaus Ackermann  | Borussia Dortmund |          |
| C        | Werner Brehm     | Wiesbaden         |          |
| P        | Josef Elting     | Real Murcia       |          |
| A        | Hans Franz       | ASV Landau        |          |
| D        | Lothar Huber     | Borussia Dortmund |          |
| A        | Herbert Laumen   | Metz              |          |
| A        | Benno Magnusson  | Hertha Berlino    |          |
| D        | Günther Reinders | Homburg           |          |
| A        | Karlheinz Vogt   | VfR Bürstadt      |          |

### Sessione invernale
| Acquisti | Acquisti | Acquisti | Acquisti |
| R.       | Nome     | da       | Modalità |
| -------- | -------- | -------- | -------- |

| Cessioni | Cessioni | Cessioni | Cessioni |
| R.       | Nome     | a        | Modalità |
| -------- | -------- | -------- | -------- |

## Risultati

### Bundesliga

#### Girone di andata
| Arbitro: | Basedow |

|                                |           |              |
| Kremers 35’ Fischer 51’ (rig.) | Marcatori | 40’ Sandberg |

| Arbitro: | Berner |

|                             |           |  |
| Sandberg 73’ Toppmöller 88’ | Marcatori |  |

| Arbitro: | Fork |

|                                           |           |              |
| Görts 70’ Klausmann 75’ Bracht 82’ (rig.) | Marcatori | 22’ Sandberg |

| Arbitro: | Aldinger |

|              |           |                              |
| Sandberg 14’ | Marcatori | 34’, 66’ Jensen 57’ Simonsen |

| Arbitro: | Kindervater |

|                                                             |           |             |
| Körbel 18’ (rig.) Hölzenbein 73’ Lorenz 82’, 89’ Nickel 83’ | Marcatori | 62’ Pirrung |

| Arbitro: | Waltert |

|                                                |           |  |
| Schwarz 43’ Riedl 54’ Sandberg 63’ Pirrung 73’ | Marcatori |  |

| Arbitro: | Wichmann |

|          |           |  |
| Bitz 11’ | Marcatori |  |

| Arbitro: | Picker |

|                               |           |                   |
| Dietz 1’ Bücker 32’ Thies 84’ | Marcatori | 31’, 52’ Sandberg |

| Arbitro: | Betz |

|                       |           |  |
| Riedl 77’ Schwarz 80’ | Marcatori |  |

| Arbitro: | Gabor |

|                                               |           |  |
| Kaczor 13’, 30’ Eggeling 17’ Balte 43’ (rig.) | Marcatori |  |

| Arbitro: | Schmoock |

|                 |           |  |
| Riedl 7’ (rig.) | Marcatori |  |

| Arbitro: | Eschweiler |

|                              |           |                                                               |
| Wunder 27’ Müller 66’ (rig.) | Marcatori | 35’ Schwarz 47’ Riedl 59’ Sandberg 81’ Pirrung 88’ Toppmöller |

| Arbitro: | Hennig |

|              |           |                            |
| Sandberg 80’ | Marcatori | 29’ Hickersberger 53’ Held |

| Arbitro: | Siepe |

|                |           |             |
| Müller 4’, 78’ | Marcatori | 89’ Pirrung |

| Arbitro: | Hilker |

|                                                        |           |  |
| Diehl 26’ Sandberg 36’, 81’, 84’ Fuchs 83’ Pirrung 86’ | Marcatori |  |

| Arbitro: | Betz |

|                     |           |  |
| Löhr 88’ Müller 90’ | Marcatori |  |

| Arbitro: | Klauser |

|                  |           |  |
| Sandberg 7’, 32’ | Marcatori |  |

#### Girone di ritorno
| Arbitro: | Frickel |

|              |           |           |
| Sandberg 15’ | Marcatori | 26’ Budde |

| Arbitro: | Schmoock |

|                                              |           |                           |
| Gersdorff 13’ Frank 37’ Handschuh 57’ (rig.) | Marcatori | 12’ Weiler 71’ Toppmöller |

| Arbitro: | Hillebrand |

|                                                   |           |                    |
| Sandberg 12’, 28’ Toppmöller 20’ Riedl 37’ (rig.) | Marcatori | 22’ (rig.) Höttges |

| Arbitro: | Picker |

|                                                 |           |  |
| Toppmöller 59’ (aut.) Simonsen 72’ Heynckes 90’ | Marcatori |  |

| Arbitro: | Weyland |

|                             |           |                      |
| Toppmöller 12’ Sandberg 25’ | Marcatori | 28’ Nickel 39’ Kraus |

| Arbitro: | Fork |

|                                           |           |                          |
| Stolzenburg 53’ Subklewe 79’ Sprenger 83’ | Marcatori | 65’ Diehl 69’ Toppmöller |

| Arbitro: | Hennig |

|                            |           |  |
| Sperlich 27’ Bjørnmose 89’ | Marcatori |  |

| Arbitro: | Riegg |

|                         |           |  |
| Sandberg 32’ Melzer 82’ | Marcatori |  |

| Arbitro: | Haselberger |

|                                  |           |                  |
| Burgsmüller 12’, 69’ Lippens 32’ | Marcatori | 89’ (rig.) Diehl |

| Arbitro: | Betz |

|            |           |  |
| Melzer 52’ | Marcatori |  |

| Arbitro: | Lutz |

|                         |           |  |
| Zimmermann 12’ Seel 44’ | Marcatori |  |

| Arbitro: | Hennig |

|  |           |            |
|  | Marcatori | 74’ Hoeneß |

| Arbitro: | Weyland |

|                             |           |                        |
| Hickersberger 37’ Theis 44’ | Marcatori | 77’ Frosch 88’ Pirrung |

| Arbitro: | Eschweiler |

|                                          |           |  |
| Sandberg 1’ Kliemann 27’ (aut.) Bitz 65’ | Marcatori |  |

| Arbitro: | Horstmann |

|  |           |                  |
|  | Marcatori | 66’ (rig.) Riedl |

| Arbitro: | Riegg |

|              |           |                 |
| Sandberg 29’ | Marcatori | 84’ (rig.) Löhr |

| Arbitro: | Lutz |

|                                  |           |                                  |
| Gerber 10’ Dupke 62’ Pröpper 80’ | Marcatori | 17’ Pirrung 25’ Melzer 41’ Diehl |

### Coppa di Germania
| Arbitro: | Schröder |

|                                       |           |                                                        |
| Skrotzki 19’ Emmerich 25’ (rig.), 33’ | Marcatori | 63’ Schwager 69’ (rig.), 76’ (rig.) Riedl 86’ Sandberg |

| Arbitro: | Hontheim |

|                                                                      |           |           |
| Riedl 9’ (rig.) Weiler 12’ Diehl 15’, 41’ Bitz 23’, 78’ Wilhelmi 84’ | Marcatori | 61’ Frati |

| Arbitro: | Gabor |

|                                    |           |                             |
| Seel 10’ Hesse 48’ Zimmermann 105’ | Marcatori | 24’ Toppmöller 38’ Sandberg |

## Statistiche

### Statistiche di squadra
| Competizione      | Punti | In casa | In casa | In casa | In casa | In casa | In casa | In trasferta | In trasferta | In trasferta | In trasferta | In trasferta | In trasferta | Totale | Totale | Totale | Totale | Totale | Totale | DR |
| Competizione      | Punti | G       | V       | N       | P       | Gf      | Gs      | G            | V            | N            | P            | Gf           | Gs           | G      | V      | N      | P      | Gf     | Gs     | DR |
| ----------------- | ----- | ------- | ------- | ------- | ------- | ------- | ------- | ------------ | ------------ | ------------ | ------------ | ------------ | ------------ | ------ | ------ | ------ | ------ | ------ | ------ | -- |
| Bundesliga        | 31    | 17      | 11      | 3       | 3       | 34      | 11      | 17           | 2            | 2            | 13           | 22           | 44           | 34     | 13     | 5      | 16     | 56     | 55     | +1 |
| Coppa di Germania | -     | 1       | 1       | 0       | 0       | 7       | 1       | 2            | 1            | 0            | 1            | 6            | 6            | 3      | 2      | 0      | 1      | 13     | 7      | +6 |
| Totale            | 31    | 18      | 12      | 3       | 3       | 41      | 12      | 19           | 3            | 2            | 14           | 28           | 50           | 37     | 15     | 5      | 17     | 69     | 62     | +7 |

### Andamento in campionato
| Giornata  | 1  | 2 | 3  | 4  | 5  | 6  | 7  | 8  | 9  | 10 | 11 | 12 | 13 | 14 | 15 | 16 | 17 | 18 | 19 | 20 | 21 | 22 | 23 | 24 | 25 | 26 | 27 | 28 | 29 | 30 | 31 | 32 | 33 | 34 |
| --------- | -- | - | -- | -- | -- | -- | -- | -- | -- | -- | -- | -- | -- | -- | -- | -- | -- | -- | -- | -- | -- | -- | -- | -- | -- | -- | -- | -- | -- | -- | -- | -- | -- | -- |
| Luogo     | T  | C | T  | C  | T  | C  | C  | T  | C  | T  | C  | T  | C  | T  | C  | T  | C  | C  | T  | C  | T  | C  | T  | T  | C  | T  | C  | T  | C  | T  | C  | T  | C  | T  |
| Risultato | P  | V | P  | P  | P  | V  | V  | P  | V  | P  | V  | V  | P  | P  | V  | P  | V  | N  | P  | V  | P  | N  | P  | P  | V  | P  | V  | P  | P  | N  | V  | V  | N  | N  |
| Posizione | 11 | 8 | 13 | 13 | 15 | 13 | 11 | 13 | 12 | 14 | 13 | 13 | 13 | 13 | 12 | 13 | 12 | 12 | 13 | 13 | 13 | 13 | 13 | 14 | 12 | 14 | 14 | 14 | 14 | 14 | 14 | 13 | 13 | 13 |

Legenda:

Luogo: C = Casa; T = Trasferta. Risultato: V = Vittoria; N = Pareggio; P = Sconfitta.

### Statistiche dei giocatori
| Giocatore     | Bundesliga | Bundesliga | Bundesliga  | Bundesliga | Coppa di Germania | Coppa di Germania | Coppa di Germania | Coppa di Germania | Totale   | Totale | Totale      | Totale     |
| Giocatore     | Presenze   | Reti       | Ammonizioni | Espulsioni | Presenze          | Reti              | Ammonizioni       | Espulsioni        | Presenze | Reti   | Ammonizioni | Espulsioni |
| ------------- | ---------- | ---------- | ----------- | ---------- | ----------------- | ----------------- | ----------------- | ----------------- | -------- | ------ | ----------- | ---------- |
| H. Bender     | 2          | 0          | 0           | 0          | 0                 | 0                 | 0                 | 0                 | 2        | 0      | 0           | 0          |
| H. Bitz       | 32         | 2          | 4           | 0          | 3                 | 2                 | 0                 | 0                 | 35       | 4      | 4           | 0          |
| E. Diehl      | 30         | 4          | 1           | 0          | 2                 | 2                 | 0                 | 0                 | 32       | 6      | 1           | 0          |
| W. Frosch     | 16         | 1          | 3           | 0          | 1                 | 0                 | 0                 | 0                 | 17       | 1      | 3           | 0          |
| F. Fuchs      | 12         | 1          | 2           | 0          | 3                 | 0                 | 0                 | 0                 | 15       | 1      | 2           | 0          |
| R. Hellström  | 34         | 0          | 0           | 0          | 2                 | 0                 | 0                 | 0                 | 36       | 0      | 0           | 0          |
| H. Kroth      | 27         | 0          | 2           | 1          | 3                 | 0                 | 0                 | 0                 | 30       | 0      | 2           | 1          |
| R. Meier      | 24         | 0          | 2           | 0          | 1                 | 0                 | 0                 | 0                 | 25       | 0      | 2           | 0          |
| W. Melzer     | 32         | 3          | 0           | 0          | 2                 | 0                 | 0                 | 0                 | 34       | 3      | 0           | 0          |
| H. Nickel     | 0          | 0          | 0           | 0          | 0                 | 0                 | 0                 | 0                 | 0        | 0      | 0           | 0          |
| J. Pirrung    | 31         | 7          | 0           | 0          | 3                 | 0                 | 0                 | 0                 | 34       | 7      | 0           | 0          |
| J. Riedl      | 34         | 6          | 5           | 0          | 3                 | 3                 | 0                 | 0                 | 37       | 9      | 5           | 0          |
| R. Sandberg   | 34         | 21         | 2           | 0          | 3                 | 2                 | 0                 | 0                 | 37       | 23     | 2           | 0          |
| D. Schwager   | 26         | 0          | 4           | 0          | 2                 | 1                 | 0                 | 0                 | 28       | 1      | 4           | 0          |
| P. Schwarz    | 21         | 3          | 0           | 0          | 2                 | 0                 | 0                 | 0                 | 23       | 3      | 0           | 0          |
| J. Stabel     | 1          | 0          | 0           | 0          | 1                 | 0                 | 0                 | 0                 | 2        | 0      | 0           | 0          |
| W. Thelen     | 2          | 0          | 0           | 0          | 1                 | 0                 | 0                 | 0                 | 3        | 0      | 0           | 0          |
| H. Toppmöller | 4          | 0          | 0           | 0          | 0                 | 0                 | 0                 | 0                 | 4        | 0      | 0           | 0          |
| K. Toppmöller | 28         | 6          | 5           | 0          | 2                 | 1                 | 0                 | 0                 | 30       | 7      | 5           | 0          |
| H. Weiler     | 13         | 1          | 0           | 0          | 2                 | 1                 | 0                 | 0                 | 15       | 2      | 0           | 0          |
| H. Wilhelmi   | 20         | 0          | 0           | 0          | 2                 | 1                 | 0                 | 0                 | 22       | 1      | 0           | 0          |